# 24 de Diciembre
24 de Diciembre is een deelgemeente (corregimiento) van de gemeente (distrito) Panamá in Panama. In 2015 was het inwoneraantal 94.000.
24 de Diciembre ontstond als deelgemeente in 2002; tot dan behoorde het tot de deelgemeente Pacora.